# روجومبيروك
 روجومبيروك (بالسلوفاكية: Ružomberok)‏ مدينة في شمال سلوفاكيا وتتبع إقليم جيلينا.

## توأمة
لروجومبيروك اتفاقيات توأمة مع كل من:
- باتشكي بيتروفاتس
- Hlučín [الإنجليزية]‏

## أعلام
- بيتر لور
- ميلان ليفوي
- جوزيف فينغلوس
- دوشان شفينتو
- دوشان غاليس